# Xenoophorus
Xenoophorus é um género de peixe da família Goodeidae.
Este género contém as seguintes espécies:
- Xenoophorus captivus